# Copiopteryx jehovah
Copiopteryx jehovah är en fjärilsart som beskrevs av John Kern Strecker 1874. Copiopteryx jehovah ingår i släktet Copiopteryx och familjen påfågelsspinnare. Inga underarter finns listade i Catalogue of Life.